# Павловац (Источна Илиџа)
Павловац је насељено мјесто у саставу општине Источна Илиџа, града Источно Сарајево, Република Српска, БиХ. Павловац је насеље урбаног карактера и простире се изнад насеља Касиндо уз саму границу са општином Источно Ново Сарајево.  Павловац нема статус насељеног мјеста, већ је у саставу насељеног мјеста Касиндо. Насеље је изграђено углавном после потписивања Дејтонског споразума доласком великог броја избјеглих сарајевских Срба. Павловац званично представља једну од већих и репрезентативнијих некропола средњега вјека на нашем подручју. То предпоставља већи број споменика – стећака. Многи ранији аутори наводе да је некропола Павловац некада бројала преко 100 стећака, који су касније диислоцирани, да би током 2019. били враћени на првобитну локацију.

## Географија
Насеље Павловац се налази у сјеверном дијелу општине Источна Илиџа, на самој граници општина, док се у подножју насеља простире насеље Касиндо. Насеље је урбаног, градског типа, веома густо насељено са великим бројем стамбених објеката индивидуалног становања. Ово насеље припада мјесној заједници Касиндо. Кроз насеље пролази магистрални пут који преко Јахорине спаја Источно Сарајево и Пале.

### Улице
У насељу Павловац налазе се сљедеће улице:
- Гатачка
- Зорана Боровине
- Јована Дучића
- Павловића
- Сарајевских солунаца
- Филипа Вишњића

## Историја
Павловац је у историографији најпознатији као локалитет на ком се налази највећи стећак откривен на просторима бивше Југославије, познат као Стећак Кнеза Павла. На истом локалитету налазио се велики број средњовијековних споменика Стећака, који су током историје сви дислоцирани на различите локације. Одмах поред некрополе Павловац постојао је стари средњовјековни пут који је ишао преко Тврдимића и Касидола, па испод Јахоринских стијена на врело Праче, те њезином долином до старог трговишта Праче, гдје је кнез Павле Радиновић подигао град Нови, касније од народа, такође прозван Павловац. Постоје још два Павловца у размаку од 15 км – један у селу Тврдимићи а други подно Јахоринских Стијена. Овим путем кретали су се каравани и одвијала се трговина. Изнад Павловца се налази брдо Крст / Криж, а сам Павловац је задњи издужни огранак овог брда, на коме се налазио каменолом за стећке. Клесане споменике вукли су волови до некрополе идући јужном косом Малог Крста / Крижа. Висинска разлика између ове двије локације износи око 150 метара.

### Гроб Кнеза Павла
Кнез Павле Раденовић сахрањен је након убиства 1415. године на својој „племенитој баштини“ на Павловцу. Било је и понеких другачијих мишљења. Једно од таквих заступао је и Ђоко Мазалић, који је првобитно, такође сматрао да је кнез Павле сахрањен на овој некрополи. По његовом тумачењу, тијело убијеног кнеза преноћило је на Павловцу, његовој дједовини и прадједовини а онда је однесено у град Борач. У сјећање на свог кнеза, народ је подигао споменик на Павловцу.

## Култура
Павловац на својој териториј нема изграђених вјерских објеката, а налази се у саставу Црквене општине Касиндо чији парохијални храм је Црква Светог Варнаве Хвостанског

## Становништво
Градња индивидуалних стамбених објеката у великој мјери почела је након потписивања Дејтонског мировног споразума и Егзодуса Срба из Сарајева, када је велики број избјеглог становништва свој нови дом почео градити на Павловцу. Данас је Павловац густо насељено градско насеље, са великим бројем  становништва из разних дијелова Сарајева, као и мањим бројем домицилног становништва.

## Туризам

### Археолошки парк
Током 2019. године, након откопавања већег броја стећака из градске зоне и враћања на првобитну локацију на Павловцу, јавила се идеја о изградњи парка стећака на том локалитету. Представници Републичког завода за заштиту културно-историјског и природног насљеђа Републике Српске и општина Источна Илиџа и Источно Ново Сарајево су донијеле закључак да ће се на локацији гдје су се стећци првобитно налазили градити Археолошки парк у коме ће бити представљени реконструисани оригинални стећци. Овакав парк ће бити јединствен на просторима бивше Југославије и представиће богату историју Срба овог подручја з времена прије османске окупације.

### Гондола Источно Сарајево - Јахорина
Крајем 2019. године представљен је план Олимпијског центра Јахорина о градњи гондоле која би повезала Јахорину са Источним Сарајевом. Градња гондоле за Јахорину је разматрана и раније, док је урађен и идејнии пројекат саме гондоле као и њена почетна станица која би се налазила на Павловцу. Почетком наредне 2020. године урађене су конкретне ствари по питању градње гондоле. Скупштина општине Источна Илиџа усвојила је одлуку о додјели грађевинског земљишта на Павловцу Олимпијском центру Јахорина, за смјештај почетне станице гондоле. Скупштина општине усвојила је одлуку да се додијели 5.5 дунума земљишта Олимпијском центру Јахорина, за изградњу почетне станице гондоле.